# Tour de Martinique 2023
Le Tour de Martinique 2023 est la 42e édition du Tour de Martinique cycliste et se déroule du 8 au 16 juillet.
Ce Tour est remporté par le Français Eddy-Michel Cadet-Marthe (Team Gedimat Madinina Bike), il précède le Colombien Diego Soraca (Team Pédale Pilotine Blue Car), qui termine deuxième de cette édition à 2 min 54 s. Le Français Benjamin Le Ny (Selection Guadeloupe), vainqueur de 2 étapes, complète le podium en terminant à 3 min 55 s. Le Colombien Diego Soraca (Team Pédale Pilotine Blue Car) remporte le maillot à pois du classement de la montagne et le classement du combiné tandis que Sonny Cadet (Entente Winner Team) remporte le maillot rouge de meilleur jeune.
Le Français Edwin Nubul (Vélo Club du François), vainqueur de 2 étapes, remporte le maillot blanc du classement par points. Les classements de la combativité et des points chauds sont attribués au suisse Raphaël Clemencio (Knippcycling-Shär Gärten). Pour finir, l'équipe Team Gedimat Madinina Bikers d'Eddy-Michel Cadet-Marthe gagne le classement par équipes.

## Équipes
Le 1er juillet 2023, le comité régional cycliste de Martinique a dévoilé la liste des 21 équipes présentes lors du tour,.
| Équipes nationales (1) | Équipes nationales (1) | Équipes nationales (1) |
| Nom de l'équipe        | Pays                   | Code                   |
| ---------------------- | ---------------------- | ---------------------- |
| République Dominicaine | République dominicaine |                        |

| Sélections régionales (2) | Sélections régionales (2) | Sélections régionales (2) |
| Nom de l'équipe           | Pays                      | Code                      |
| ------------------------- | ------------------------- | ------------------------- |
| Sélection de Guadeloupe   | France                    |                           |
| Sélection de Guyane       | France                    |                           |

| Équipes de clubs (18)                    | Équipes de clubs (18) | Équipes de clubs (18) |
| Nom de l'équipe                          | Pays                  | Code                  |
| ---------------------------------------- | --------------------- | --------------------- |
| ASC Karaïbes Culture Sports              | France                |                       |
| Ass. RCVT de la Police Nationale 972     | France                |                       |
| Entente CCV -UCS                         | France                |                       |
| Entente Winner Team - CCS                | France                |                       |
| Etoile Cycliste Lamentinoise             | France                |                       |
| Espoir Cycliste Ducossais                | France                |                       |
| Jeunesse Cycliste 231                    | France                |                       |
| Knippcycling-Shär Gärten                 | Suisse                |                       |
| Pédale d'Or Josephine                    | France                |                       |
| Team Crédit Mutuel-Garage Premier-Fewoss | France                |                       |
| Team Energizer                           | France                |                       |
| Team Gedimat Madinina Bike               | France                |                       |
| Team Ostwind Development                 | France                |                       |
| Team Pédale Pilotine-Blue Car            | France                |                       |
| Vélo Club du François                    | France                |                       |
| Vélo Club Lucéen                         | France                |                       |
| Vélo Club Lucéen 228/Vélo Club François  | France                |                       |
| Velo Schils Interbike                    | Royaume-Uni           |                       |

## Étapes
| Étape                 | Date            | Villes étapes                   |                             | Distance (km) | Vainqueur d’étape     | Leader du classement général |
| --------------------- | --------------- | ------------------------------- | --------------------------- | ------------- | --------------------- | ---------------------------- |
| 1re étape,            | sam. 8 juillet  | Saint-Joseph – Le Marin         | Étape accidentée            | 131,8         | Raphaël Clemencio     | Raphaël Clemencio            |
| 2e étape 1er tronçon, | dim. 9 juillet  | Le Marin – Fort-de-France       | Étape accidentée            | 97,6          | Edwin Nubul           | Martin Deschartres           |
| 2e étape 2e tronçon,  | dim. 9 juillet  | Fort-de-France – Fort-de-France | Contre-la-montre individuel | 8,7           | Raphaël Clemencio     | Dilhan Will                  |
| 3e étape,             | lun. 10 juillet | Fort-de-France – La Trinité     | Étape accidentée            | 125,3         | Laurent Neror         | Guillaume Gaboriaud          |
| 4e étape,             | mar. 11 juillet | Le Robert – Sainte-Marie        | Étape accidentée            | 129,3         | Diego Soraca          | Dilhan Will                  |
| 5e étape,             | mer. 12 juillet | Rivière-Salée – Macouba         | Étape de montagne           | 115, 4        | Benjamin Le Ny        | Dilhan Will                  |
| 6e étape,             | jeu. 13 juillet | Sainte-Luce – Le François       | Étape accidentée            | 117,4         | Edwin Nubul           | Guillaume Gaboriaud          |
| 7e étape,             | ven. 14 juillet | Le François – Ducos             | Étape accidentée            | 133,3         | Sonny Cadet           | Dilhan Will                  |
| 8e étape 1er tronçon, | sam. 15 juillet | Ducos – Rivière-Pilote          | Étape accidentée            | 85,8          | Christopher Hyppolite | Dilhan Will                  |
| 8e étape 2e tronçon,  | sam. 15 juillet | Rivière-Pilote – Rivière-Pilote | Contre-la-montre individuel | 15,6          | Dilhan Will           | Dilhan Will                  |
| 9e étape,             | dim. 16 juillet | Rivière-Pilote – Le Lamentin    | Étape accidentée            | 142,7         | Benjamin Le Ny        | Eddy-Michel Cadet-Marthe     |

## Déroulement de la course

### 1reétape
Le suisse Raphaël Clemencio remporte la 1er étape du tour de martinique au sprint dans un groupe de 13, devant notamment Mickaël Stanislas et Damien Urcel. 8 coureurs ne terminent pas l'étape.
| Classement de l'étape, | Classement de l'étape, | Classement de l'étape, | Classement de l'étape,                   | Classement de l'étape, |
|                        | Coureur                | Pays                   | Équipe                                   | Temps                  |
| ---------------------- | ---------------------- | ---------------------- | ---------------------------------------- | ---------------------- |
| 1er                    | Raphaël Clemencio      | Suisse                 | Knippcycling - Schaär Gärten             | en 3 h 10 min 6 s      |
| 2e                     | Mickaël Stanislas      | France                 | Team Jeunesse Cycliste 231 Puget Clecod  | + 0 s                  |
| 3e                     | Damien Urcel           | France                 | Sélection de Guadeloupe                  | + 0 s                  |
| 4e                     | Martin Deschartres     | France                 | Entente CCV -UCS                         | + 0 s                  |
| 5e                     | Dylan Jacques          | France                 | Etoile Cycliste Lamentinoise             | + 0 s                  |
| 6e                     | Guillaume Gaboriaud    | France                 | Team Energizer                           | + 0 s                  |
| 7e                     | Jérémy Deloumeaux      | France                 | Sélection de Guadeloupe                  | + 0 s                  |
| 8e                     | Mickaël Laurent        | France                 | Team Pédale Pilotine-Blue Car            | + 0 s                  |
| 9e                     | Guillaume Mongey       | France                 | Team Crédit Mutuel-Garage Premier-Fewoss | + 0 s                  |
| 10e                    | Dilhan Will            | France                 | Sélection de Guyane                      | + 0 s                  |
| modifier               |                        |                        |                                          |                        |

| Classement général | Classement général  | Classement général | Classement général                       | Classement général |
|                    | Coureur             | Pays               | Équipe                                   | Temps              |
| ------------------ | ------------------- | ------------------ | ---------------------------------------- | ------------------ |
| 1er                | Raphaël Clemencio   | Suisse             | Knippcycling - Schaär Gärten             | en 3 h 10 min 6 s  |
| 2e                 | Mickaël Stanislas   | France             | Team Jeunesse Cycliste 231 Puget Clecod  | + 0 s              |
| 3e                 | Damien Urcel        | France             | Sélection de Guadeloupe                  | + 0 s              |
| 4e                 | Martin Deschartres  | France             | Entente CCV -UCS                         | + 0 s              |
| 5e                 | Dylan Jacques       | France             | Etoile Cycliste Lamentinoise             | + 0 s              |
| 6e                 | Guillaume Gaboriaud | France             | Team Energizer                           | + 0 s              |
| 7e                 | Jérémy Deloumeaux   | France             | Sélection de Guadeloupe                  | + 0 s              |
| 8e                 | Mickaël Laurent     | France             | Team Pédale Pilotine-Blue Car            | + 0 s              |
| 9e                 | Guillaume Mongey    | France             | Team Crédit Mutuel-Garage Premier-Fewoss | + 0 s              |
| 10e                | Dilhan Will         | France             | Sélection de Guyane                      | + 0 s              |
| modifier           |                     |                    |                                          |                    |

### 2eétape1ertronçon
Edwin Nubul remporte le 1er tronçon de la 2e étape étape du tour de martinique au sprint devant Martin Deschartres qui prend le maillot jaune.
| Classement de l'étape, | Classement de l'étape,   | Classement de l'étape, | Classement de l'étape,     | Classement de l'étape, |
|                        | Coureur                  | Pays                   | Équipe                     | Temps                  |
| ---------------------- | ------------------------ | ---------------------- | -------------------------- | ---------------------- |
| 1er                    | Edwin Nubul              | France                 | Vélo Club du François      | en 2 h 20 min 19 s     |
| 2e                     | Martin Deschartres       | France                 | Entente CCV -UCS           | + 0 s                  |
| 3e                     | Dilhan Will              | France                 | Sélection de Guyane        | + 2 s                  |
| 4e                     | Damien Urcel             | France                 | Sélection de Guadeloupe    | + 4 s                  |
| 5e                     | Guillaume Gaboriaud      | France                 | Team Energizer             | + 22 s                 |
| 6e                     | Laurent Neror            | France                 | Team Gedimat Madinina Bike | + 22 s                 |
| 7e                     | Jérémy Deloumeaux        | France                 | Sélection de Guadeloupe    | + 22 s                 |
| 8e                     | Florian Saint-Louis      | France                 | Team Gedimat Madinina Bike | + 22 s                 |
| 9e                     | Normann Latouche         | France                 | Team Energizer             | + 22 s                 |
| 10e                    | Eddy-Michel Cadet-Marthe | France                 | Team Gedimat Madinina Bike | + 22 s                 |
| modifier               |                          |                        |                            |                        |

| Classement général | Classement général       | Classement général | Classement général                       | Classement général |
|                    | Coureur                  | Pays               | Équipe                                   | Temps              |
| ------------------ | ------------------------ | ------------------ | ---------------------------------------- | ------------------ |
| 1er                | Martin Deschartres       | France             | Entente CCV -UCS                         | en 5 h 30 min 27 s |
| 2e                 | Dilhan Will              | France             | Sélection de Guyane                      | + 2 s              |
| 3e                 | Damien Urcel             | France             | Sélection de Guadeloupe                  | + 4 s              |
| 4e                 | Guillaume Gaboriaud      | France             | Team Energizer                           | + 22 s             |
| 5e                 | Jérémy Deloumeaux        | France             | Sélection de Guadeloupe                  | + 22 s             |
| 6e                 | Eddy-Michel Cadet-Marthe | France             | Team Gedimat Madinina Bike               | + 22 s             |
| 7e                 | Mickaël Laurent          | France             | Team Pédale Pilotine-Blue Car            | + 1 min 46 s       |
| 8e                 | Owan Nubul               | France             | Vélo Club du François                    | + 2 min 15 s       |
| 9e                 | Rémi Marcoux             | France             | Team Crédit Mutuel-Garage Premier-Fewoss | + 3 min 0 s        |
| 10e                | Guillaume Mongey         | France             | Team Crédit Mutuel-Garage Premier-Fewoss | + 3 min 0 s        |
| modifier           |                          |                    |                                          |                    |

### 2eétape2etronçon
Le suisse Raphaël Clemencio remporte le contre-la-montre, d'une distance de 8,7 km, de la 2e étape étape du tour de martinique,,,,,,,,,.
| Classement de l'étape, | Classement de l'étape, | Classement de l'étape, | Classement de l'étape,        | Classement de l'étape, |
|                        | Coureur                | Pays                   | Équipe                        | Temps                  |
| ---------------------- | ---------------------- | ---------------------- | ----------------------------- | ---------------------- |
| 1er                    | Raphaël Clemencio      | Suisse                 | Knippcycling - Schaär Gärten  | en 10 min 14 s         |
| 2e                     | Dilhan Will            | France                 | Sélection de Guyane           | + 0 s                  |
| 3e                     | Josué Hodebourg Rinna  | France                 | Team Pédale Pilotine-Blue Car | + 4 s                  |
| 4e                     | Lukas Baldinger        | Allemagne              | Entente CCV -UCS              | + 5 s                  |
| 5e                     | Stéphane Duguenet      | France                 | Vélo Club Lucéen              | + 6 s                  |
| 6e                     | Camilo Castro Pulido   | Colombie               | Team Pédale Pilotine-Blue Car | + 12 s                 |
| 7e                     | Martin Deschartres     | France                 | Entente CCV -UCS              | + 14 s                 |
| 8e                     | Yannis Agricole        | France                 | Sélection de Guadeloupe       | + 15 s                 |
| 9e                     | Diego Soraca           | Colombie               | Team Pédale Pilotine-Blue Car | + 16 s                 |
| 10e                    | Thierry Ragot          | France                 | Espoir Cycliste Ducossais     | + 16 s                 |
| modifier               |                        |                        |                               |                        |

| Classement général | Classement général       | Classement général | Classement général                       | Classement général |
|                    | Coureur                  | Pays               | Équipe                                   | Temps              |
| ------------------ | ------------------------ | ------------------ | ---------------------------------------- | ------------------ |
| 1er                | Dilhan Will              | France             | Sélection de Guyane                      | en 5 h 40 min 44 s |
| 2e                 | Martin Deschartres       | France             | Entente CCV -UCS                         | + 12 s             |
| 3e                 | Damien Urcel             | France             | Sélection de Guadeloupe                  | + 28 s             |
| 4e                 | Eddy-Michel Cadet-Marthe | France             | Team Gedimat Madinina Bike               | + 39 s             |
| 5e                 | Jérémy Deloumeaux        | France             | Sélection de Guadeloupe                  | + 48 s             |
| 6e                 | Guillaume Gaboriaud      | France             | Team Energizer                           | + 49 s             |
| 7e                 | Mickaël Laurent          | France             | Team Pédale Pilotine-Blue Car            | + 2 min 15 s       |
| 8e                 | Owan Nubul               | France             | Vélo Club du François                    | + 3 min 10 s       |
| 9e                 | Guillaume Mongey         | France             | Team Crédit Mutuel-Garage Premier-Fewoss | + 3 min 18 s       |
| 10e                | Rémi Marcoux             | France             | Team Crédit Mutuel-Garage Premier-Fewoss | + 3 min 39 s       |
| modifier           |                          |                    |                                          |                    |

### 3eétape
Laurent Neror, remporte devant Nicolas Brismontier, la 3e étape du tour de martinique, d'une distance de 125,3 km.
| Classement de l'étape, | Classement de l'étape, | Classement de l'étape, | Classement de l'étape,                   | Classement de l'étape, |
|                        | Coureur                | Pays                   | Équipe                                   | Temps                  |
| ---------------------- | ---------------------- | ---------------------- | ---------------------------------------- | ---------------------- |
| 1er                    | Laurent Neror          | France                 | Team Gedimat Madinina Bike               | en 3 h 16 min 28 s     |
| 2e                     | Nicolas Brismontier    | France                 | Team Citroën Chartres Vélo Club Lucéen   | + 0 s                  |
| 3e                     | Normann Latouche       | France                 | Team Energizer                           | + 19 s                 |
| 4e                     | Josué Hodebourg Rinna  | France                 | Team Pédale Pilotine-Blue Car            | + 21 s                 |
| 5e                     | Archie Cross           | Royaume-Uni            | Velo Schils Interbike                    | + 21 s                 |
| 6e                     | Guillaume Mongey       | France                 | Team Crédit Mutuel-Garage Premier-Fewoss | + 27 s                 |
| 7e                     | Andrew Nichols         | Royaume-Uni            | Velo Schils Interbike                    | + 56 s                 |
| 8e                     | Edwin Nubul            | France                 | Vélo Club du François                    | + 56 s                 |
| 9e                     | Guillaume Gaboriaud    | France                 | Team Energizer                           | + 56 s                 |
| 10e                    | Camilo Castro Pulido   | Colombie               | Team Pédale Pilotine-Blue Car            | + 56 s                 |
| modifier               |                        |                        |                                          |                        |

| Classement général | Classement général       | Classement général | Classement général                       | Classement général |
|                    | Coureur                  | Pays               | Équipe                                   | Temps              |
| ------------------ | ------------------------ | ------------------ | ---------------------------------------- | ------------------ |
| 1er                | Guillaume Gaboriaud      | France             | Team Energizer                           | en 8 h 58 min 57 s |
| 2e                 | Dilhan Will              | France             | Sélection de Guyane                      | + 8 s              |
| 3e                 | Martin Deschartres       | France             | Entente CCV -UCS                         | + 20 s             |
| 4e                 | Eddy-Michel Cadet-Marthe | France             | Team Gedimat Madinina Bike               | + 47 s             |
| 5e                 | Jérémy Deloumeaux        | France             | Sélection de Guadeloupe                  | + 56 s             |
| 6e                 | Damien Urcel             | France             | Sélection de Guadeloupe                  | + 1 min 29 s       |
| 7e                 | Guillaume Mongey         | France             | Team Crédit Mutuel-Garage Premier-Fewoss | + 2 min 0 s        |
| 8e                 | Normann Latouche         | France             | Team Energizer                           | + 4 min 25 s       |
| 9e                 | Rémi Marcoux             | France             | Team Crédit Mutuel-Garage Premier-Fewoss | + 4 min 27 s       |
| 10e                | Laurent Neror            | France             | Team Gedimat Madinina Bike               | + 4 min 28 s       |
| modifier           |                          |                    |                                          |                    |

### 4eétape
Le colombien Diego Soraca, le porteur du maillot à pois, remporte seul avec 1 min 22 s d'avance sur le deuxième de l'étape (Damien Urcel), la 4e étape du tour de martinique, d'une distance de 129,3 km.
| Classement de l'étape, | Classement de l'étape, | Classement de l'étape, | Classement de l'étape,        | Classement de l'étape, |
|                        | Coureur                | Pays                   | Équipe                        | Temps                  |
| ---------------------- | ---------------------- | ---------------------- | ----------------------------- | ---------------------- |
| 1er                    | Diego Soraca           | Colombie               | Team Pédale Pilotine-Blue Car | en 3 h 16 min 25 s     |
| 2e                     | Damien Urcel           | France                 | Sélection de Guadeloupe       | + 1 min 22 s           |
| 3e                     | Dilhan Will            | France                 | Sélection de Guyane           | + 1 min 22 s           |
| 4e                     | Archie Cross           | Royaume-Uni            | Velo Schils Interbike         | + 2 min 15 s           |
| 5e                     | Benjamin Le Ny         | France                 | Sélection de Guadeloupe       | + 2 min 15 s           |
| 6e                     | Edwin Nubul            | France                 | Vélo Club du François         | + 2 min 15 s           |
| 7e                     | Lilian Schneider       | France                 | Entente CCV -UCS              | + 2 min 19 s           |
| 8e                     | Florian Saint-Louis    | France                 | Team Gedimat Madinina Bike    | + 2 min 19 s           |
| 9e                     | Guillaume Gaboriaud    | France                 | Team Energizer                | + 2 min 19 s           |
| 10e                    | Christopher Hyppolite  | France                 | Team Energizer                | + 2 min 22 s           |
| modifier               |                        |                        |                               |                        |

| Classement général | Classement général       | Classement général | Classement général                       | Classement général  |
|                    | Coureur                  | Pays               | Équipe                                   | Temps               |
| ------------------ | ------------------------ | ------------------ | ---------------------------------------- | ------------------- |
| 1er                | Dilhan Will              | France             | Sélection de Guyane                      | en 12 h 16 min 52 s |
| 2e                 | Guillaume Gaboriaud      | France             | Team Energizer                           | + 49 s              |
| 3e                 | Damien Urcel             | France             | Sélection de Guadeloupe                  | + 1 min 21 s        |
| 4e                 | Eddy-Michel Cadet-Marthe | France             | Team Gedimat Madinina Bike               | + 2 min 25 s        |
| 5e                 | Martin Deschartres       | France             | Entente CCV -UCS                         | + 4 min 31 s        |
| 6e                 | Guillaume Mongey         | France             | Team Crédit Mutuel-Garage Premier-Fewoss | + 5 min 8 s         |
| 7e                 | Edwin Nubul              | France             | Vélo Club du François                    | + 6 min 0 s         |
| 8e                 | Rémi Marcoux             | France             | Team Crédit Mutuel-Garage Premier-Fewoss | + 6 min 45 s        |
| 9e                 | Laurent Neror            | France             | Team Gedimat Madinina Bike               | + 6 min 46 s        |
| 10e                | Diego Soraca             | Colombie           | Team Pédale Pilotine-Blue Car            | + 7 min 4 s         |
| modifier           |                          |                    |                                          |                     |

### 5eétape
Benjamin Le Ny gagne au sprint devant le colombien Diego Soraca, le porteur du maillot à pois, la 5e étape du tour de martinique, d'une distance de 115,4 km.
| Classement de l'étape, | Classement de l'étape,   | Classement de l'étape, | Classement de l'étape,                 | Classement de l'étape, |
|                        | Coureur                  | Pays                   | Équipe                                 | Temps                  |
| ---------------------- | ------------------------ | ---------------------- | -------------------------------------- | ---------------------- |
| 1er                    | Benjamin Le Ny           | France                 | Sélection de Guadeloupe                | en 3 h 7 min 3 s       |
| 2e                     | Diego Soraca             | Colombie               | Team Pédale Pilotine-Blue Car          | + 0 s                  |
| 3e                     | Edwin Nubul              | France                 | Vélo Club du François                  | + 2 min 7 s            |
| 4e                     | Roger Marte Valdez       | République dominicaine | Entente Winner Team - CCS              | + 2 min 7 s            |
| 5e                     | Dilhan Will              | France                 | Sélection de Guyane                    | + 2 min 10 s           |
| 6e                     | Damien Urcel             | France                 | Sélection de Guadeloupe                | + 2 min 10 s           |
| 7e                     | Martin Deschartres       | France                 | Entente CCV -UCS                       | + 2 min 24 s           |
| 8e                     | Guillaume Gaboriaud      | France                 | Team Energizer                         | + 2 min 24 s           |
| 9e                     | Nicolas Brismontier      | France                 | Team Citroën Chartres Vélo Club Lucéen | + 2 min 26 s           |
| 10e                    | Eddy-Michel Cadet-Marthe | France                 | Team Gedimat Madinina Bike             | + 2 min 54 s           |
| modifier               |                          |                        |                                        |                        |

| Classement général | Classement général       | Classement général | Classement général                       | Classement général |
|                    | Coureur                  | Pays               | Équipe                                   | Temps              |
| ------------------ | ------------------------ | ------------------ | ---------------------------------------- | ------------------ |
| 1er                | Dilhan Will              | France             | Sélection de Guyane                      | en 15 h 26 min 5 s |
| 2e                 | Guillaume Gaboriaud      | France             | Team Energizer                           | + 1 min 3 s        |
| 3e                 | Damien Urcel             | France             | Sélection de Guadeloupe                  | + 1 min 21 s       |
| 4e                 | Eddy-Michel Cadet-Marthe | France             | Team Gedimat Madinina Bike               | + 3 min 9 s        |
| 5e                 | Martin Deschartres       | France             | Entente CCV -UCS                         | + 4 min 45 s       |
| 6e                 | Diego Soraca             | Colombie           | Team Pédale Pilotine-Blue Car            | + 4 min 54 s       |
| 7e                 | Edwin Nubul              | France             | Vélo Club du François                    | + 5 min 57 s       |
| 8e                 | Benjamin Le Ny           | France             | Sélection de Guadeloupe                  | + 6 min 34 s       |
| 9e                 | Rémi Marcoux             | France             | Team Crédit Mutuel-Garage Premier-Fewoss | + 7 min 29 s       |
| 10e                | Archie Cross             | Royaume-Uni        | Velo Schils Interbike                    | + 7 min 59 s       |
| modifier           |                          |                    |                                          |                    |

### 6eétape
Edwin Nubul gagne au sprint dans un groupe de 9 coureurs, la 6e étape du tour de martinique, d'une distance de 117,4 km.
| Classement de l'étape, | Classement de l'étape, | Classement de l'étape, | Classement de l'étape,                  | Classement de l'étape, |
|                        | Coureur                | Pays                   | Équipe                                  | Temps                  |
| ---------------------- | ---------------------- | ---------------------- | --------------------------------------- | ---------------------- |
| 1er                    | Edwin Nubul            | France                 | Sélection de Guadeloupe                 | en 3 h 0 min 9 s       |
| 2e                     | Mickaël Stanislas      | France                 | Jeunesse Cycliste 231                   | + 0 s                  |
| 3e                     | Martin Deschartres     | France                 | Entente CCV -UCS                        | + 0 s                  |
| 4e                     | Camilo Castro Pulido   | Colombie               | Team Pédale Pilotine-Blue Car           | + 0 s                  |
| 5e                     | Sonny Cadet            | France                 | Entente Winner Team - CCS               | + 0 s                  |
| 6e                     | Kyllian Boscher        | France                 | Entente Winner Team - CCS               | + 0 s                  |
| 7e                     | Benjamin Le Ny         | France                 | Sélection de Guadeloupe                 | + 0 s                  |
| 8e                     | Thierry Ragot          | France                 | Espoir Cycliste Ducossais               | + 0 s                  |
| 9e                     | Axel Zaméo             | France                 | Vélo Club Lucéen 228/Vélo Club François | + 0 s                  |
| 10e                    | Andrew Nichols         | Royaume-Uni            | Velo Schils Interbike                   | + 2 min 54 s           |
| modifier               |                        |                        |                                         |                        |

| Classement général | Classement général       | Classement général | Classement général                       | Classement général  |
|                    | Coureur                  | Pays               | Équipe                                   | Temps               |
| ------------------ | ------------------------ | ------------------ | ---------------------------------------- | ------------------- |
| 1er                | Guillaume Gaboriaud      | France             | Team Energizer                           | en 18 h 27 min 21 s |
| 2e                 | Dilhan Will              | France             | Sélection de Guyane                      | + 52 s              |
| 3e                 | Eddy-Michel Cadet-Marthe | France             | Team Gedimat Madinina Bike               | + 2 min 8 s         |
| 4e                 | Damien Urcel             | France             | Sélection de Guadeloupe                  | + 2 min 13 s        |
| 5e                 | Martin Deschartres       | France             | Entente CCV -UCS                         | + 3 min 38 s        |
| 6e                 | Edwin Nubul              | France             | Vélo Club du François                    | + 4 min 50 s        |
| 7e                 | Benjamin Le Ny           | France             | Sélection de Guadeloupe                  | + 5 min 27 s        |
| 8e                 | Diego Soraca             | Colombie           | Team Pédale Pilotine-Blue Car            | + 5 min 46 s        |
| 9e                 | Archie Cross             | Royaume-Uni        | Velo Schils Interbike                    | + 6 min 58 s        |
| 10e                | Rémi Marcoux             | France             | Team Crédit Mutuel-Garage Premier-Fewoss | + 8 min 21 s        |
| modifier           |                          |                    |                                          |                     |

### 7eétape
Sonny Cadet gagne devant Benjamin Le Ny, la 7e étape du tour de martinique, d'une distance de 133,3 km. Axel Carnier est mis hors course pour s'être accroché à deux reprises au véhicule de son directeur sportif.
| Classement de l'étape, | Classement de l'étape,   | Classement de l'étape, | Classement de l'étape,        | Classement de l'étape, |
|                        | Coureur                  | Pays                   | Équipe                        | Temps                  |
| ---------------------- | ------------------------ | ---------------------- | ----------------------------- | ---------------------- |
| 1er                    | Sonny Cadet              | France                 | Entente Winner Team - CCS     | en 3 h 25 min 57 s     |
| 2e                     | Benjamin Le Ny           | France                 | Sélection de Guadeloupe       | + 0 s                  |
| 3e                     | Mickaël Stanislas        | France                 | Jeunesse Cycliste 231         | + 2 s                  |
| 4e                     | Edwin Nubul              | France                 | Vélo Club du François         | + 2 s                  |
| 5e                     | Diego Soraca             | Colombie               | Team Pédale Pilotine-Blue Car | + 2 s                  |
| 6e                     | Dilhan Will              | France                 | Sélection de Guyane           | + 2 s                  |
| 7e                     | Eddy-Michel Cadet-Marthe | France                 | Team Gedimat Madinina Bike    | + 2 s                  |
| 8e                     | Damien Urcel             | France                 | Sélection de Guadeloupe       | + 4 s                  |
| 9e                     | Martin Deschartres       | France                 | Entente CCV -UCS              | + 12 s                 |
| 10e                    | Eugene Cross             | Royaume-Uni            | Velo Schils Interbike         | + 3 min 46 s           |
| modifier               |                          |                        |                               |                        |

| Classement général | Classement général       | Classement général | Classement général            | Classement général  |
|                    | Coureur                  | Pays               | Équipe                        | Temps               |
| ------------------ | ------------------------ | ------------------ | ----------------------------- | ------------------- |
| 1er                | Dilhan Will              | France             | Sélection de Guyane           | en 21 h 54 min 12 s |
| 2e                 | Eddy-Michel Cadet-Marthe | France             | Team Gedimat Madinina Bike    | + 1 min 16 s        |
| 3e                 | Damien Urcel             | France             | Sélection de Guadeloupe       | + 1 min 23 s        |
| 4e                 | Martin Deschartres       | France             | Entente CCV -UCS              | + 2 min 56 s        |
| 5e                 | Edwin Nubul              | France             | Vélo Club du François         | + 3 min 58 s        |
| 6e                 | Benjamin Le Ny           | France             | Sélection de Guadeloupe       | + 4 min 33 s        |
| 7e                 | Diego Soraca             | Colombie           | Team Pédale Pilotine-Blue Car | + 4 min 54 s        |
| 8e                 | Guillaume Gaboriaud      | France             | Team Energizer                | + 7 min 10 s        |
| 9e                 | Archie Cross             | Royaume-Uni        | Velo Schils Interbike         | + 9 min 52 s        |
| 10e                | Laurent Neror            | France             | Team Gedimat Madinina Bike    | + 14 min 18 s       |
| modifier           |                          |                    |                               |                     |

### 8eétape1ertronçon
Christopher Hyppolite remporte seul le 1er tronçon de la 8e étape étape du tour de martinique, d'une distance de 85,8 km. Une manifestation de mauvaise humeur du président de la Pédale d'Or Joséphine et des membres de sa formation en raison de la disqualification d'Axel Carnier.
| Classement de l'étape, | Classement de l'étape, | Classement de l'étape, | Classement de l'étape,        | Classement de l'étape, |
|                        | Coureur                | Pays                   | Équipe                        | Temps                  |
| ---------------------- | ---------------------- | ---------------------- | ----------------------------- | ---------------------- |
| 1er                    | Christopher Hyppolite  | France                 | Team Energizer                | en 2 h 10 min 11 s     |
| 2e                     | Marc Flavien           | France                 | Team Gedimat Madinina Bike    | + 1 min 23 s           |
| 3e                     | Owan Nubul             | France                 | Vélo Club du François         | + 1 min 23 s           |
| 4e                     | Normann Latouche       | France                 | Team Energizer                | + 1 min 23 s           |
| 5e                     | Guillaume Gaboriaud    | France                 | Team Energizer                | + 1 min 24 s           |
| 6e                     | Josué Hodebourg Rinna  | France                 | Team Pédale Pilotine-Blue Car | + 1 min 24 s           |
| 7e                     | Mickaël Stanislas      | France                 | Jeunesse Cycliste 231         | + 1 min 24 s           |
| 8e                     | Lilian Schneider       | France                 | Entente CCV -UCS              | + 1 min 24 s           |
| 9e                     | Sonny Cadet            | France                 | Entente Winner Team - CCS     | + 1 min 24 s           |
| 10e                    | Andrew Nichols         | Royaume-Uni            | Velo Schils Interbike         | + 1 min 24 s           |
| modifier               |                        |                        |                               |                        |

| Classement général | Classement général       | Classement général | Classement général            | Classement général |
|                    | Coureur                  | Pays               | Équipe                        | Temps              |
| ------------------ | ------------------------ | ------------------ | ----------------------------- | ------------------ |
| 1er                | Dilhan Will              | France             | Sélection de Guyane           | en 24 h 8 min 40 s |
| 2e                 | Eddy-Michel Cadet-Marthe | France             | Team Gedimat Madinina Bike    | + 1 min 16 s       |
| 3e                 | Damien Urcel             | France             | Sélection de Guadeloupe       | + 1 min 23 s       |
| 4e                 | Martin Deschartres       | France             | Entente CCV -UCS              | + 2 min 53 s       |
| 5e                 | Edwin Nubul              | France             | Vélo Club du François         | + 3 min 58 s       |
| 6e                 | Guillaume Gaboriaud      | France             | Team Energizer                | + 4 min 17 s       |
| 7e                 | Benjamin Le Ny           | France             | Sélection de Guadeloupe       | + 4 min 30 s       |
| 8e                 | Diego Soraca             | Colombie           | Team Pédale Pilotine-Blue Car | + 4 min 52 s       |
| 9e                 | Archie Cross             | Royaume-Uni        | Velo Schils Interbike         | + 8 min 55 s       |
| 10e                | Laurent Neror            | France             | Team Gedimat Madinina Bike    | + 11 min 29 s      |
| modifier           |                          |                    |                               |                    |

### 8eétape2etronçon
Le maillot jaune Dilhan Will remporte le contre-la-montre, d'une distance de 15,6 km, qui se déroule à Rivière-Pilote et passe par Le Marin, de la 8e étape étape du tour de martinique.
| Classement de l'étape, | Classement de l'étape,   | Classement de l'étape, | Classement de l'étape,        | Classement de l'étape, |
|                        | Coureur                  | Pays                   | Équipe                        | Temps                  |
| ---------------------- | ------------------------ | ---------------------- | ----------------------------- | ---------------------- |
| 1er                    | Dilhan Will              | France                 | Sélection de Guyane           | en 22 min 9 s          |
| 2e                     | Martin Deschartres       | France                 | Entente CCV -UCS              | + 18 s                 |
| 3e                     | Diego Soraca             | Colombie               | Team Pédale Pilotine-Blue Car | + 19 s                 |
| 4e                     | Eddy-Michel Cadet-Marthe | France                 | Team Gedimat Madinina Bike    | + 47 s                 |
| 5e                     | Lukas Baldinger          | Allemagne              | Vélo Club Lucéen              | + 50 s                 |
| 6e                     | Raphaël Clemencio        | Suisse                 | Knippcycling - Schaär Gärten  | + 56 s                 |
| 7e                     | Mickaël Stanislas        | France                 | Jeunesse Cycliste 231         | + 59 s                 |
| 8e                     | Josué Hodebourg Rinna    | France                 | Team Pédale Pilotine-Blue Car | + 1 min 7 s            |
| 9e                     | Normann Latouche         | France                 | Team Energizer                | + 1 min 7 s            |
| 10e                    | Archie Cross             | Royaume-Uni            | Velo Schils Interbike         | + 1 min 7 s            |
| modifier               |                          |                        |                               |                        |

| Classement général | Classement général       | Classement général | Classement général            | Classement général  |
|                    | Coureur                  | Pays               | Équipe                        | Temps               |
| ------------------ | ------------------------ | ------------------ | ----------------------------- | ------------------- |
| 1er                | Dilhan Will              | France             | Sélection de Guyane           | en 24 h 30 min 49 s |
| 2e                 | Eddy-Michel Cadet-Marthe | France             | Team Gedimat Madinina Bike    | + 2 min 3 s         |
| 3e                 | Damien Urcel             | France             | Sélection de Guadeloupe       | + 3 min 4 s         |
| 4e                 | Martin Deschartres       | France             | Entente CCV -UCS              | + 3 min 11 s        |
| 5e                 | Diego Soraca             | Colombie           | Team Pédale Pilotine-Blue Car | + 5 min 11 s        |
| 6e                 | Guillaume Gaboriaud      | France             | Team Energizer                | + 6 min 6 s         |
| 7e                 | Benjamin Le Ny           | France             | Sélection de Guadeloupe       | + 6 min 12 s        |
| 8e                 | Edwin Nubul              | France             | Vélo Club du François         | + 6 min 23 s        |
| 9e                 | Archie Cross             | Royaume-Uni        | Velo Schils Interbike         | + 10 min 3 s        |
| 10e                | Laurent Neror            | France             | Team Gedimat Madinina Bike    | + 13 min 23 s       |
| modifier           |                          |                    |                               |                     |

### 9eétape
Benjamin Le Ny remporte une deuxième étape au sprint, la dernière étape du tour de martinique 2023. Le deuxième du général, Eddy-Michel Cadet-Marthe, porteur du maillot orange de la meilleure équipe, remporte finalement le tour de martinique.
| Classement de l'étape, | Classement de l'étape, | Classement de l'étape, | Classement de l'étape,                   | Classement de l'étape, |
|                        | Coureur                | Pays                   | Équipe                                   | Temps                  |
| ---------------------- | ---------------------- | ---------------------- | ---------------------------------------- | ---------------------- |
| 1er                    | Benjamin Le Ny         | France                 | Sélection de Guadeloupe                  | en 3 h 25 min 49 s     |
| 2e                     | Jérémy Deloumeaux      | France                 | Sélection de Guadeloupe                  | + 0 s                  |
| 3e                     | Edwin Nubul            | France                 | Vélo Club du François                    | + 0 s                  |
| 4e                     | Christopher Hyppolite  | France                 | Team Energizer                           | + 0 s                  |
| 5e                     | Mathias Gast           | France                 | Vélo Club Lucéen                         | + 0 s                  |
| 6e                     | Guillaume Mongey       | France                 | Team Crédit Mutuel-Garage Premier-Fewoss | + 0 s                  |
| 7e                     | Nicolas Brismontier    | France                 | Team Citroën Chartres Vélo Club Lucéen   | + 0 s                  |
| 8e                     | Normann Latouche       | France                 | Team Energizer                           | + 0 s                  |
| 9e                     | Diego Soraca           | Colombie               | Team Pédale Pilotine-Blue Car            | + 0 s                  |
| 10e                    | Charlie Lacaille       | Royaume-Uni            | Velo Schils Interbike                    | + 0 s                  |
| modifier               |                        |                        |                                          |                        |

| Classement général | Classement général       | Classement général | Classement général                       | Classement général  |
|                    | Coureur                  | Pays               | Équipe                                   | Temps               |
| ------------------ | ------------------------ | ------------------ | ---------------------------------------- | ------------------- |
| 1er                | Eddy-Michel Cadet-Marthe | France             | Team Gedimat Madinina Bike               | en 27 h 58 min 55 s |
| 2e                 | Diego Soraca             | Colombie           | Team Pédale Pilotine-Blue Car            | + 2 min 54 s        |
| 3e                 | Benjamin Le Ny           | France             | Sélection de Guadeloupe                  | + 3 min 55 s        |
| 4e                 | Edwin Nubul              | France             | Vélo Club du François                    | + 4 min 6 s         |
| 5e                 | Dilhan Will              | France             | Sélection de Guyane                      | + 5 min 48 s        |
| 6e                 | Damien Urcel             | France             | Sélection de Guadeloupe                  | + 6 min 59 s        |
| 7e                 | Martin Deschartres       | France             | Entente CCV -UCS                         | + 7 min 6 s         |
| 8e                 | Guillaume Gaboriaud      | France             | Team Energizer                           | + 8 min 39 s        |
| 9e                 | Archie Cross             | Royaume-Uni        | Velo Schils Interbike                    | + 12 min 36 s       |
| 10e                | Guillaume Mongey         | France             | Team Crédit Mutuel-Garage Premier-Fewoss | + 13 min 26 s       |
| modifier           |                          |                    |                                          |                     |

## Classements finals

### Classement général final
| Classement général, | Classement général,      | Classement général, | Classement général,                      | Classement général, |
|                     | Coureur                  | Pays                | Équipe                                   | Temps               |
| ------------------- | ------------------------ | ------------------- | ---------------------------------------- | ------------------- |
| 1er                 | Eddy-Michel Cadet-Marthe | France              | Team Gedimat Madinina Bike               | en 27 h 58 min 55 s |
| 2e                  | Diego Soraca             | Colombie            | Team Pédale Pilotine-Blue Car            | + 2 min 54 s        |
| 3e                  | Benjamin Le Ny           | France              | Sélection de Guadeloupe                  | + 3 min 55 s        |
| 4e                  | Edwin Nubul              | France              | Vélo Club du François                    | + 4 min 6 s         |
| 5e                  | Dilhan Will              | France              | Sélection de Guyane                      | + 5 min 48 s        |
| 6e                  | Damien Urcel             | France              | Sélection de Guadeloupe                  | + 6 min 59 s        |
| 7e                  | Martin Deschartres       | France              | Entente CCV -UCS                         | + 7 min 6 s         |
| 8e                  | Guillaume Gaboriaud      | France              | Team Energizer                           | + 8 min 39 s        |
| 9e                  | Archie Cross             | Royaume-Uni         | Velo Schils Interbike                    | + 12 min 36 s       |
| 10e                 | Guillaume Mongey         | France              | Team Crédit Mutuel-Garage Premier-Fewoss | + 13 min 26 s       |
| modifier            |                          |                     |                                          |                     |

### Classements annexes

#### Classement par points
| Classement par points | Classement par points | Classement par points | Classement par points         | Classement par points |
| --------------------- | --------------------- | --------------------- | ----------------------------- | --------------------- |
|                       | Coureur               | Pays                  | Équipe                        | Point(s)              |
| 1er                   | Edwin Nubul           | France                | Vélo Club du François         | 101 points            |
| 2e                    | Benjamin Le Ny        | France                | Sélection de Guadeloupe       | 91 pts                |
| 3e                    | Diego Soraca          | Colombie              | Team Pédale Pilotine-Blue Car | 74 pts                |
| 4e                    | Dilhan Will           | France                | Sélection de Guyane           | 74 pts                |
| 5e                    | Martin Deschartres    | France                | Entente CCV -UCS              | 72 pts                |
| modifier              |                       |                       |                               |                       |

#### Classement du meilleur grimpeur
| Classement du meilleur grimpeur | Classement du meilleur grimpeur | Classement du meilleur grimpeur | Classement du meilleur grimpeur        | Classement du meilleur grimpeur |
| ------------------------------- | ------------------------------- | ------------------------------- | -------------------------------------- | ------------------------------- |
|                                 | Coureur                         | Pays                            | Équipe                                 | Point(s)                        |
| 1er                             | Diego Soraca                    | Colombie                        | Team Pédale Pilotine-Blue Car          | 87 points                       |
| 2e                              | Nicolas Brismontier             | France                          | Team Citroën Chartres Vélo Club Lucéen | 61 pts                          |
| 3e                              | Eddy-Michel Cadet-Marthe        | France                          | Team Gedimat Madinina Bike             | 44 pts                          |
| 4e                              | Benjamin Le Ny                  | France                          | Sélection de Guadeloupe                | 42 pts                          |
| 5e                              | Laurent Neror                   | France                          | Team Gedimat Madinina Bike             | 33 pts                          |
| modifier                        |                                 |                                 |                                        |                                 |

#### Classement du meilleur jeune
| Classement du meilleur jeune | Classement du meilleur jeune | Classement du meilleur jeune | Classement du meilleur jeune  | Classement du meilleur jeune |
|                              | Coureur                      | Pays                         | Équipe                        | Temps                        |
| ---------------------------- | ---------------------------- | ---------------------------- | ----------------------------- | ---------------------------- |
| 1er                          | Sonny Cadet                  | France                       | Entente Winner Team - CCS     | en 28 h 24 min 45 s          |
| 2e                           | Josué Hodebourg Rinna        | France                       | Team Pédale Pilotine-Blue Car | + 5 min 37 s                 |
| 3e                           | Roger Marte Valdez           | République dominicaine       | Entente Winner Team - CCS     | + 12 min 45 s                |
| 4e                           | Williams Petris              | France                       | Team Gedimat Madinina Bike    | + 27 min 44 s                |
| 5e                           | Dylan Jacques                | France                       | Etoile Cycliste Lamentinoise  | + 42 min 31 s                |
| modifier                     |                              |                              |                               |                              |

#### Classement par équipes
| Classement par équipes | Classement par équipes     | Classement par équipes | Classement par équipes |
|                        | Équipe                     | Pays                   | Temps                  |
| ---------------------- | -------------------------- | ---------------------- | ---------------------- |
| 1re                    | Team Gedimat Madinina Bike | France                 | en 84 h 38 min 40 s    |
| 2e                     | Sélection de Guadeloupe    | France                 | + 9 min 18 s           |
| 3e                     | Velo Schils Interbike      | Royaume-Uni            | + 16 min 48 s          |
| 4e                     | Entente CCV -UCS           | France                 | + 25 min 28 s          |
| 5e                     | Team Energizer             | France                 | + 27 min 21 s          |
| modifier               |                            |                        |                        |

#### Classement des points chauds
| Classement des points chauds | Classement des points chauds | Classement des points chauds | Classement des points chauds | Classement des points chauds |
| ---------------------------- | ---------------------------- | ---------------------------- | ---------------------------- | ---------------------------- |
|                              | Coureur                      | Pays                         | Équipe                       | Point(s)                     |
| 1er                          | Raphaël Clemencio            | Suisse                       | Knippcycling - Schaär Gärten | 43 points                    |
| 2e                           | Jean-Emmanuel Laurendot      | France                       | Espoir Cycliste Ducossais    | 38 pts                       |
| 3e                           | Thierry Ragot                | France                       | Espoir Cycliste Ducossais    | 32 pts                       |
| 4e                           | Lukas Baldinger              | Allemagne                    | Vélo Club Lucéen             | 19 pts                       |
| 5e                           | Mickaël Stanislas            | France                       | Jeunesse Cycliste 231        | 12 pts                       |
| modifier                     |                              |                              |                              |                              |

#### Classement du combiné
| Classement du combiné | Classement du combiné    | Classement du combiné | Classement du combiné         | Classement du combiné |
| --------------------- | ------------------------ | --------------------- | ----------------------------- | --------------------- |
|                       | Coureur                  | Pays                  | Équipe                        | Point(s)              |
| 1er                   | Diego Soraca             | Colombie              | Team Pédale Pilotine-Blue Car | 6 points              |
| 2e                    | Benjamin Le Ny           | France                | Sélection de Guadeloupe       | 9 pts                 |
| 3e                    | Dilhan Will              | France                | Sélection de Guyane           | 16 pts                |
| 4e                    | Eddy-Michel Cadet-Marthe | France                | Team Gedimat Madinina Bike    | 16 pts                |
| 5e                    | Damien Urcel             | France                | Sélection de Guadeloupe       | 19 pts                |
| modifier              |                          |                       |                               |                       |

#### Classement de la combativité
| Classement de la combativité | Classement de la combativité | Classement de la combativité | Classement de la combativité | Classement de la combativité |
| ---------------------------- | ---------------------------- | ---------------------------- | ---------------------------- | ---------------------------- |
|                              | Coureur                      | Pays                         | Équipe                       | Point(s)                     |
| 1er                          | Raphaël Clemencio            | Suisse                       | Knippcycling - Schaär Gärten | 57 points                    |
| 2e                           | Jean-Emmanuel Laurendot      | France                       | Espoir Cycliste Ducossais    | 37 pts                       |
| 3e                           | Thierry Ragot                | France                       | Espoir Cycliste Ducossais    | 28 pts                       |
| 4e                           | Edwin Nubul                  | France                       | Vélo Club du François        | 23 pts                       |
| 5e                           | Dilhan Will                  | France                       | Sélection de Guyane          | 22 pts                       |
| modifier                     |                              |                              |                              |                              |

## Évolution des classements
| Étape                | Vainqueur             | Classement général       | Classement par points | Classement de la montagne | Classement des points chauds | Classement du meilleur jeune | Classement combiné | Classement de la combativité | Classement par équipes     |
| -------------------- | --------------------- | ------------------------ | --------------------- | ------------------------- | ---------------------------- | ---------------------------- | ------------------ | ---------------------------- | -------------------------- |
| 1e étape             | Raphaël Clemencio     | Raphaël Clemencio        | Raphaël Clemencio     | Mickaël Laurent           | Jean-Emmanuel Laurendot      | Dylan Jacques                | Mickaël Stanislas  | Raphaël Clemencio            | Sélection de Guadeloupe    |
| 2e étape 1er tronçon | Edwin Nubul           | Martin Deschartres       | Raphaël Clemencio     | Mickaël Laurent           | Jean-Emmanuel Laurendot      | Florian Saint-Louis          | Martin Deschartres | Raphaël Clemencio            | Sélection de Guadeloupe    |
| 2e étape 2e tronçon  | Raphaël Clemencio     | Dilhan Will              | Raphaël Clemencio     | Mickaël Laurent           | Jean-Emmanuel Laurendot      | Florian Saint-Louis          | Martin Deschartres | Raphaël Clemencio            | Sélection de Guadeloupe    |
| 3e étape             | Laurent Neror         | Guillaume Gaboriaud      | Raphaël Clemencio     | Diego Soraca              | Jean-Emmanuel Laurendot      | Josué Hodebourg Rinna        | Martin Deschartres | Raphaël Clemencio            | Sélection de Guadeloupe    |
| 4e étape             | Diego Soraca          | Dilhan Will              | Damien Urcel          | Diego Soraca              | Raphaël Clemencio            | Florian Saint-Louis          | Damien Urcel       | Raphaël Clemencio            | Sélection de Guadeloupe    |
| 5e étape             | Benjamin Le Ny        | Dilhan Will              | Damien Urcel          | Nicolas Brismontier       | Raphaël Clemencio            | Roger Marte Valdez           | Diego Soraca       | Raphaël Clemencio            | Sélection de Guadeloupe    |
| 6e étape             | Edwin Nubul           | Guillaume Gaboriaud      | Edwin Nubul           | Nicolas Brismontier       | Raphaël Clemencio            | Roger Marte Valdez           | Diego Soraca       | Raphaël Clemencio            | Team Gedimat Madinina Bike |
| 7e étape             | Sonny Cadet           | Dilhan Will              | Edwin Nubul           | Diego Soraca              | Raphaël Clemencio            | Florian Saint-Louis          | Dilhan Will        | Raphaël Clemencio            | Team Gedimat Madinina Bike |
| 8e étape 1er tronçon | Christopher Hyppolite | Dilhan Will              | Edwin Nubul           | Diego Soraca              | Raphaël Clemencio            | Florian Saint-Louis          | Dilhan Will        | Raphaël Clemencio            | Team Gedimat Madinina Bike |
| 8e étape 2e tronçon  | Dilhan Will           | Dilhan Will              | Edwin Nubul           | Diego Soraca              | Raphaël Clemencio            | Sonny Cadet                  | Dilhan Will        | Raphaël Clemencio            | Team Gedimat Madinina Bike |
| 9e étape             | Benjamin Le Ny        | Eddy-Michel Cadet-Marthe | Edwin Nubul           | Diego Soraca              | Raphaël Clemencio            | Sonny Cadet                  | Diego Soraca       | Raphaël Clemencio            | Team Gedimat Madinina Bike |
| Classements finals   | Classements finals    | Eddy-Michel Cadet-Marthe | Edwin Nubul           | Diego Soraca              | Raphaël Clemencio            | Sonny Cadet                  | Diego Soraca       | Raphaël Clemencio            | Team Gedimat Madinina Bike |

## Engagés
- Tour de Martinique : Les engagés

| Légende                                | Légende                                                                                                  | Légende                                | Légende                                                                                                  |
| -------------------------------------- | --- | -------------------------------------- | --- |
| Num                                    | Dossard de départ porté par le coureur sur ce Tour de Martinique                                         | Pos                                    | Position finale au classement général                                                                    |
| Leader du classement général           | Indique le vainqueur du classement général                                                               | Leader du classement par points        | Indique le vainqueur du classement par points                                                            |
| Leader du classement de la montagne    | Indique le vainqueur du classement de la montagne                                                        | Leader du classement des points chauds | Indique le vainqueur du classement des points chauds                                                     |
| Leader du classement du meilleur jeune | Indique le vainqueur du classement du meilleur jeune                                                     | Leader du classement de la combativité | Indique le vainqueur du classement de la combativité                                                     |
| Leader du classement du combiné        | Indique le vainqueur du classement combiné                                                               |                                        | Indique le coureur le mieux placé au classement général dans la meilleure équipe                         |
| NP                                     | Indique un coureur qui n'a pas pris le départ d'une étape, suivi du numéro de l'étape où il s'est retiré | AB                                     | Indique un coureur qui n'a pas terminé une étape, suivi du numéro de l'étape où il s'est retiré          |
| HD                                     | Indique un coureur qui a terminé une étape hors des délais, suivi du numéro de l'étape                   | *                                      | Indique un coureur en lice pour le classement du meilleur jeune (coureurs nés après le 1er janvier 2001) |
| DSQ                                    | Indique un coureur qui a été disqualifié de la course, suivi du numéro de l'étape                        |                                        | |

| Velo Schils Interbike - | Velo Schils Interbike - | Velo Schils Interbike - |
| ----------------------- | ----------------------- | ----------------------- |
| Num                     | Coureur                 | Pos                     |
| 1                       | Archie Cross (GBR)      | 9e                      |
| 2                       | Eugene Cross (GBR)      | 22e                     |
| 3                       | Alexander Cross (GBR)   | 35e                     |
| 4                       | Charlie Lacaille (GBR)  | 42e                     |
| 5                       | Andrew Nichols (GBR)    | 27e                     |
| 6                       | Oscar Hutchings (GBR)   | 38e                     |
| Directeur sportif :     |                         |                         |

| Team Citroën Chartres Vélo Club Lucéen - | Team Citroën Chartres Vélo Club Lucéen - | Team Citroën Chartres Vélo Club Lucéen - |
| ---------------------------------------- | ---------------------------------------- | ---------------------------------------- |
| Num                                      | Coureur                                  | Pos                                      |
| 7                                        | Stéphane Duguenet (FRA)                  | 55e                                      |
| 8                                        | Noam Patrigeon (FRA)*                    | 46e                                      |
| 9                                        | Nicolas Brismontier (FRA)                | 11e                                      |
| 10                                       | Clément Voisin (FRA)                     | 44e                                      |
| 11                                       | Julien Fenech (FRA)                      | NP-1                                     |
| 12                                       | Florian Cappoen (FRA)                    | 48e                                      |
| Directeur sportif :                      |                                          |                                          |

| Entente CCV -UCS -  | Entente CCV -UCS -         | Entente CCV -UCS - |
| ------------------- | -------------------------- | ------------------ |
| Num                 | Coureur                    | Pos                |
| 13                  | Joshua Arnold (GER)        | 57e                |
| 14                  | Lukas Baldinger (GER)      | 53e                |
| 15                  | Mathias Gast (FRA)*        | 39e                |
| 16                  | Martin Deschatres (FRA)    | 7e                 |
| 17                  | Guillaume Schlewitz (FRA)* | AB-6               |
| 18                  | Lilian Schneider (FRA)     | 13e                |
| Directeur sportif : |                            |                    |

| Knippcycling-Shär Gärten - | Knippcycling-Shär Gärten - | Knippcycling-Shär Gärten - |
| -------------------------- | -------------------------- | -------------------------- |
| Num                        | Coureur                    | Pos                        |
| 19                         | Raphaël Clemencio (SUI)    | 41e                        |
| 20                         | Wanja Russenberger (SUI)*  | NP-1                       |
| 21                         | Robbe Van Praet (BEL)      | AB-4                       |
| 22                         | Laurin Bachmann (SUI)      | AB-7                       |
| 23                         | Janet Aliesch (SUI)*       | 58e                        |
| 24                         | Nico Tambarikas (SUI)      | 34e                        |
| Directeur sportif :        |                            |                            |

| République Dominicaine DOM | République Dominicaine DOM           | République Dominicaine DOM |
| -------------------------- | ------------------------------------ | -------------------------- |
| Num                        | Coureur                              | Pos                        |
| 25                         | Jorge Luis Martinez Urena (DOM)      | AB-9                       |
| 26                         | Anderson Aracena Diaz (DOM)*         | 52e                        |
| 27                         | Frailyn Bierd Gomez (DOM)*           | 64e                        |
| 28                         | Nahuel Cruz Garcia (DOM)*            | AB-3                       |
| 29                         | Geovanny García (DOM)                | HD-2a                      |
| 30                         | Willy Stiventh Rosario Cabral (DOM)* | AB-2a                      |
| Directeur sportif :        |                                      |                            |

| Sélection de Guyane - | Sélection de Guyane -   | Sélection de Guyane - |
| --------------------- | ----------------------- | --------------------- |
| Num                   | Coureur                 | Pos                   |
| 31                    | Dilhan Will (FRA)       | 5e                    |
| 32                    | Yvenson Nicolas (FRA)   | 68e                   |
| 33                    | Benjamin Bousquet (FRA) | AB-6                  |
| 34                    | Myron Stanis (FRA)      | 60e                   |
| 35                    | William Doxaint (FRA)   | 66e                   |
| 36                    | Adrien Boyet (FRA)      | 62e                   |
| Directeur sportif :   |                         |                       |

| Sélection de Guadeloupe - | Sélection de Guadeloupe - | Sélection de Guadeloupe - |
| ------------------------- | ------------------------- | ------------------------- |
| Num                       | Coureur                   | Pos                       |
| 37                        | Damien Urcel (FRA)        | 6e                        |
| 38                        | Benjamin Le Ny (FRA)      | 3e                        |
| 39                        | Yannis Agricole (FRA)*    | 40e                       |
| 40                        | Anaël Mathias (FRA)       | AB-4                      |
| 41                        | Philgy Palmiste (FRA)*    | AB-9                      |
| 42                        | Jérémy Deloumeaux (FRA)   | 29e                       |
| Directeur sportif :       |                           |                           |

| Team Pédale Pilotine-Blue Car - | Team Pédale Pilotine-Blue Car - | Team Pédale Pilotine-Blue Car - |
| ------------------------------- | ------------------------------- | ------------------------------- |
| Num                             | Coureur                         | Pos                             |
| 43                              | Josué Hodebourg Rinna (FRA)*    | 17e                             |
| 44                              | Mickaël Laurent (FRA)           | 33e                             |
| 45                              | William Valère (FRA)*           | AB-2a                           |
| 46                              | Diego Soraca (COL)              | 2e                              |
| 47                              | Camilo Castro Pulido (COL)      | AB-8a                           |
| Directeur sportif :             |                                 |                                 |

| Team Energizer -    | Team Energizer -            | Team Energizer - |
| ------------------- | --------------------------- | ---------------- |
| Num                 | Coureur                     | Pos              |
| 48                  | Malick Balustre (FRA)       | AB-7             |
| 49                  | Johan Gobin (FRA)           | 25e              |
| 50                  | Guillaume Gaboriaud (FRA)   | 8e               |
| 51                  | Christopher Hippolyte (FRA) | 14e              |
| 52                  | Normann Latouche (FRA)      | 20e              |
| 53                  | Mathis Risal (FRA)*         | NP-5             |
| Directeur sportif : |                             |                  |

| Pédale d'Or Josephine - | Pédale d'Or Josephine - | Pédale d'Or Josephine - |
| ----------------------- | ----------------------- | ----------------------- |
| Num                     | Coureur                 | Pos                     |
| 54                      | Axel Carnier (FRA)      | DSQ-7                   |
| 55                      | Florian René (FRA)      | NP-8a                   |
| 56                      | Freddy Hamlet (FRA)     | AB-6                    |
| 57                      | Yoan Barout (FRA)*      | NP-8a                   |
| 58                      | Olivier Ragot (FRA)     | NP-8a                   |
| 59                      | Havener Nerestan (FRA)  | AB-7                    |
| Directeur sportif :     |                         |                         |

| ASC Karaïbes Culture Sports - | ASC Karaïbes Culture Sports - | ASC Karaïbes Culture Sports - |
| ----------------------------- | ----------------------------- | ----------------------------- |
| Num                           | Coureur                       | Pos                           |
| 60                            | Benjamin Payen (FRA)*         | 43e                           |
| 61                            | Antoine Bache (FRA)           | AB-2a                         |
| 62                            | Kluivert Mitchel (LCA)        | AB-8a                         |
| 63                            | Eltus Joseph (LCA)*           | HD-2a                         |
| Directeur sportif :           |                               |                               |

| Entente Winner Team - CCS - | Entente Winner Team - CCS - | Entente Winner Team - CCS - |
| --------------------------- | --------------------------- | --------------------------- |
| Num                         | Coureur                     | Pos                         |
| 64                          | Emile Demazy (FRA)          | 18e                         |
| 65                          | Anthony Garçon (FRA)*       | AB-4                        |
| 66                          | Mairon Milistver (EST)      | 32e                         |
| 67                          | Roger Marte-Valdez (DOM)*   | 19e                         |
| 68                          | Kyllian Boscher (FRA)*      | 36e                         |
| 69                          | Gaëtan Arnolin (FRA)*       | HD-3                        |
| Directeur sportif :         |                             |                             |

| Team Gedimat Madinina Bike - | Team Gedimat Madinina Bike -   | Team Gedimat Madinina Bike - |
| ---------------------------- | ------------------------------ | ---------------------------- |
| Num                          | Coureur                        | Pos                          |
| 70                           | Eddy-Michel Cadet-Marthe (FRA) | 1er                          |
| 71                           | Marc Flavien (FRA)             | 26e                          |
| 72                           | Williams Petris (FRA)*         | 24e                          |
| 73                           | Fabien Erdual (FRA)            | 37e                          |
| 74                           | Florian Saint-Louis (FRA)*     | AB-8b                        |
| 75                           | Laurent Neror (FRA)            | 12e                          |
| Directeur sportif :          |                                |                              |

| Team Crédit Mutuel-Garage Premier-Fewoss - | Team Crédit Mutuel-Garage Premier-Fewoss - | Team Crédit Mutuel-Garage Premier-Fewoss - |
| ------------------------------------------ | ------------------------------------------ | ------------------------------------------ |
| Num                                        | Coureur                                    | Pos                                        |
| 76                                         | Rémi Marcoux (FRA)                         | 23e                                        |
| 77                                         | Guillaume Mongey (FRA)                     | 10e                                        |
| 78                                         | Yohann Pierre Louis (FRA)*                 | 59e                                        |
| 79                                         | Loïck Rotsen (FRA)*                        | AB-2a                                      |
| 80                                         | Ats Uulimaa (EST)                          | 45e                                        |
| 81                                         | Geffrey Valide (FRA)                       | HD-7                                       |
| Directeur sportif :                        |                                            |                                            |

| Entente Winner Team - CCS - | Entente Winner Team - CCS - | Entente Winner Team - CCS - |
| --------------------------- | --------------------------- | --------------------------- |
| Num                         | Coureur                     | Pos                         |
| 82                          | Valentino Coursil (FRA)     | 56e                         |
| 83                          | Sonny Cadet (FRA)*          | 15e                         |
| 84                          | Jean-Manuel Pertays (FRA)*  | 67e                         |
| 85                          | Marvin Ventura (FRA)        | 69e                         |
| Directeur sportif :         |                             |                             |

| Jeunesse Cycliste 231 - | Jeunesse Cycliste 231 - | Jeunesse Cycliste 231 - |
| ----------------------- | ----------------------- | ----------------------- |
| Num                     | Coureur                 | Pos                     |
| 86                      | Mickaël Stanislas (FRA) | 16e                     |
| 87                      | Jimmy Boun (FRA)*       | 61e                     |
| 88                      | Jordan Labéjof (FRA)    | AB-2a                   |
| 89                      | Thomas Georges (FRA)*   | AB-1                    |
| Directeur sportif :     |                         |                         |

| Espoir Cycliste Ducossais - | Espoir Cycliste Ducossais -   | Espoir Cycliste Ducossais - |
| --------------------------- | ----------------------------- | --------------------------- |
| Num                         | Coureur                       | Pos                         |
| 90                          | Thierry Ragot (FRA)           | 30e                         |
| 91                          | Jean-Emmanuel Laurendot (FRA) | 54e                         |
| 92                          | Jonathan Etiennar (FRA)       | 21e                         |
| 93                          | Jérémy Anacharsis (FRA)       | AB-4                        |
| 94                          | William Melinard (FRA)        | 49e                         |
| Directeur sportif :         |                               |                             |

| Vélo Club Lucéen 228/Vélo Club François - | Vélo Club Lucéen 228/Vélo Club François - | Vélo Club Lucéen 228/Vélo Club François - |
| ----------------------------------------- | ----------------------------------------- | ----------------------------------------- |
| Num                                       | Coureur                                   | Pos                                       |
| 95                                        | Damien Riga (FRA)*                        | AB-2a                                     |
| 96                                        | Benoît Legland (FRA)                      | 65e                                       |
| 97                                        | Axel Zaméo (FRA)*                         | AB-7                                      |
| 98                                        | Christopher Leprovost (FRA)               | 51e                                       |
| 117                                       | Meryl Girier Dufournier (FRA)*            | AB-1                                      |
| 118                                       | Oucyne Romer (FRA)*                       | AB-3                                      |
| Directeur sportif :                       |                                           |                                           |

| Etoile Cycliste Lamentinoise - | Etoile Cycliste Lamentinoise -  | Etoile Cycliste Lamentinoise - |
| ------------------------------ | ------------------------------- | ------------------------------ |
| Num                            | Coureur                         | Pos                            |
| 99                             | Sébastien Dubreas (FRA)         | 63e                            |
| 100                            | Jean Christophe Florimond (FRA) | 47e                            |
| 101                            | Dylan Jacques (FRA)*            | 28e                            |
| 102                            | Lionel Thimon (FRA)             | NP-2a                          |
| 103                            | Damien Toussaint (FRA)          | AB-1                           |
| 104                            | Camille Vulcain (FRA)           | AB-3                           |
| Directeur sportif :            |                                 |                                |

| Ass. RCVT de la Police Nationale 972 - | Ass. RCVT de la Police Nationale 972 - | Ass. RCVT de la Police Nationale 972 - |
| -------------------------------------- | -------------------------------------- | -------------------------------------- |
| Num                                    | Coureur                                | Pos                                    |
| 105                                    | Johan Dibandi (FRA)                    | AB-5                                   |
| 106                                    | Jérémy Ignam (FRA)                     | AB-2a                                  |
| 107                                    | Thierry Raymone (FRA)                  | AB-1                                   |
| 108                                    | Fabrice Le Barbé (FRA)                 | AB-2a                                  |
| 109                                    | Sylvain Neran (FRA)                    | AB-1                                   |
| 110                                    | Bruno Sulpice-Timothée (FRA)           | NP-1                                   |
| Directeur sportif :                    |                                        |                                        |

| Vélo Club du François - | Vélo Club du François -        | Vélo Club du François - |
| ----------------------- | ------------------------------ | ----------------------- |
| Num                     | Coureur                        | Pos                     |
| 111                     | Edwin Nubul (FRA)              | 4e                      |
| 112                     | Owan Nubul (FRA)               | 31e                     |
| 113                     | Anthony Rose Elie (FRA)*       | AB-9                    |
| 114                     | Eddy Savon (FRA)               | 50e                     |
| 115                     | Teddy Girier Dufournier (FRA)* | HD-2a                   |
| 116                     | Valentin Vigne (FRA)           | AB-3                    |
| Directeur sportif :     |                                |                         |